# Ngeme
Ngeme (ou Njeme) est un village du Cameroun situé dans la région du Sud-Ouest et le département du Fako, sur la route qui relie Batoke à Limbé. Il est rattaché à la commune de Limbé 2.

## Population
La localité comptait 303 habitants en 1953 et 382 en 1967, principalement des Bakweri. Lors du recensement de 2005, on y a dénombré 1 385 personnes.

## Infrastructures
Ngeme dispose d'une école catholique. Un marché s'y tient le mercredi et le samedi.
La localité est dotée d'un stade, baptisé « Limbe Omnisports Stadium » le 26 janvier 2016.